# راجنار أوستبيرغ
راجنار أوستبيرغ (بالسويدية: Ragnar Östberg)‏ هو مهندس معماري سويدي، ولد في 14 يوليو 1866 في ستوكهولم في السويد، وتوفي بنفس المكان في 5 فبراير 1945.

## وصلات خارجية
- راجنار أوستبيرغ على موقع الموسوعة البريطانية (الإنجليزية)